# SO36

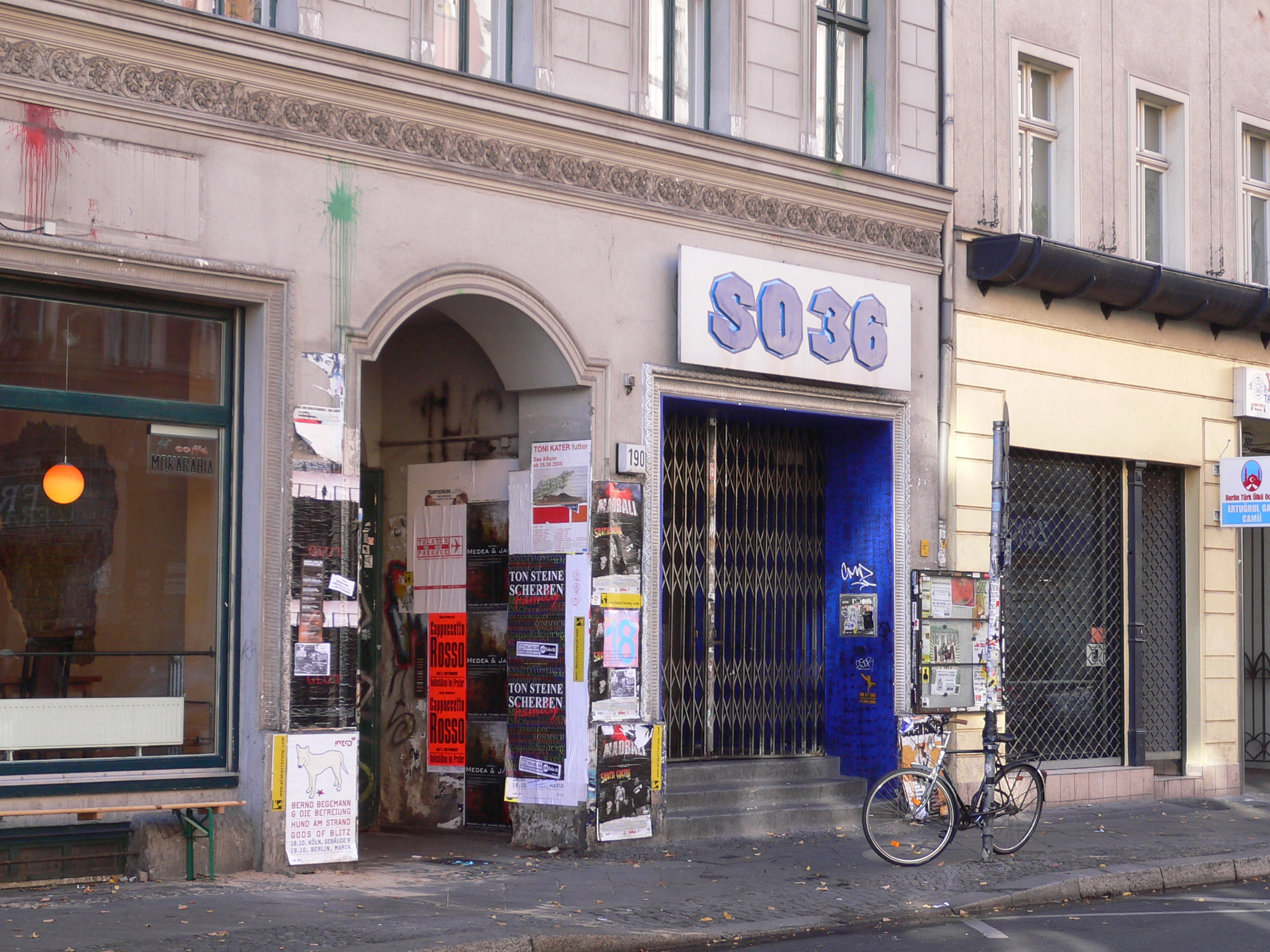
Ingresso sull'Oranienstraße

L'SO36 è una discoteca di Berlino. Si trova nel quartiere di Kreuzberg e prende il nome dal vecchio codice postale, (le lettere 'S' ed 'O' stanno per Südosten cioè Sud-Est e 36 è il numero dell'ufficio postale) con cui la zona ancora oggi è nota.
Fondata nel 1978, si affermò negli anni ottanta come uno dei centri della cultura punk rock e rock di Berlino Ovest, e più in generale della controcultura cittadina.